# Palacio de Correos y Telégrafos (Valladolid)
El Palacio de Correos y Telégrafos de Valladolid, se encuentra en la Plaza de la Rinconada, en pleno centro de la ciudad, rodeado por la Plaza Mayor y la Iglesia de San Benito. En la actualidad, es la sede principal de la Sociedad Estatal Correos y Telégrafos en Valladolid. Fue reformado en los años 60, perdiendo su concepción neoplateresca.

## Historia y características

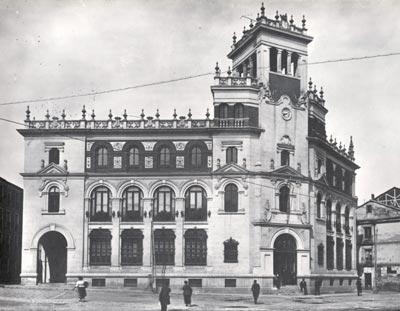
Aspecto original del edificio.

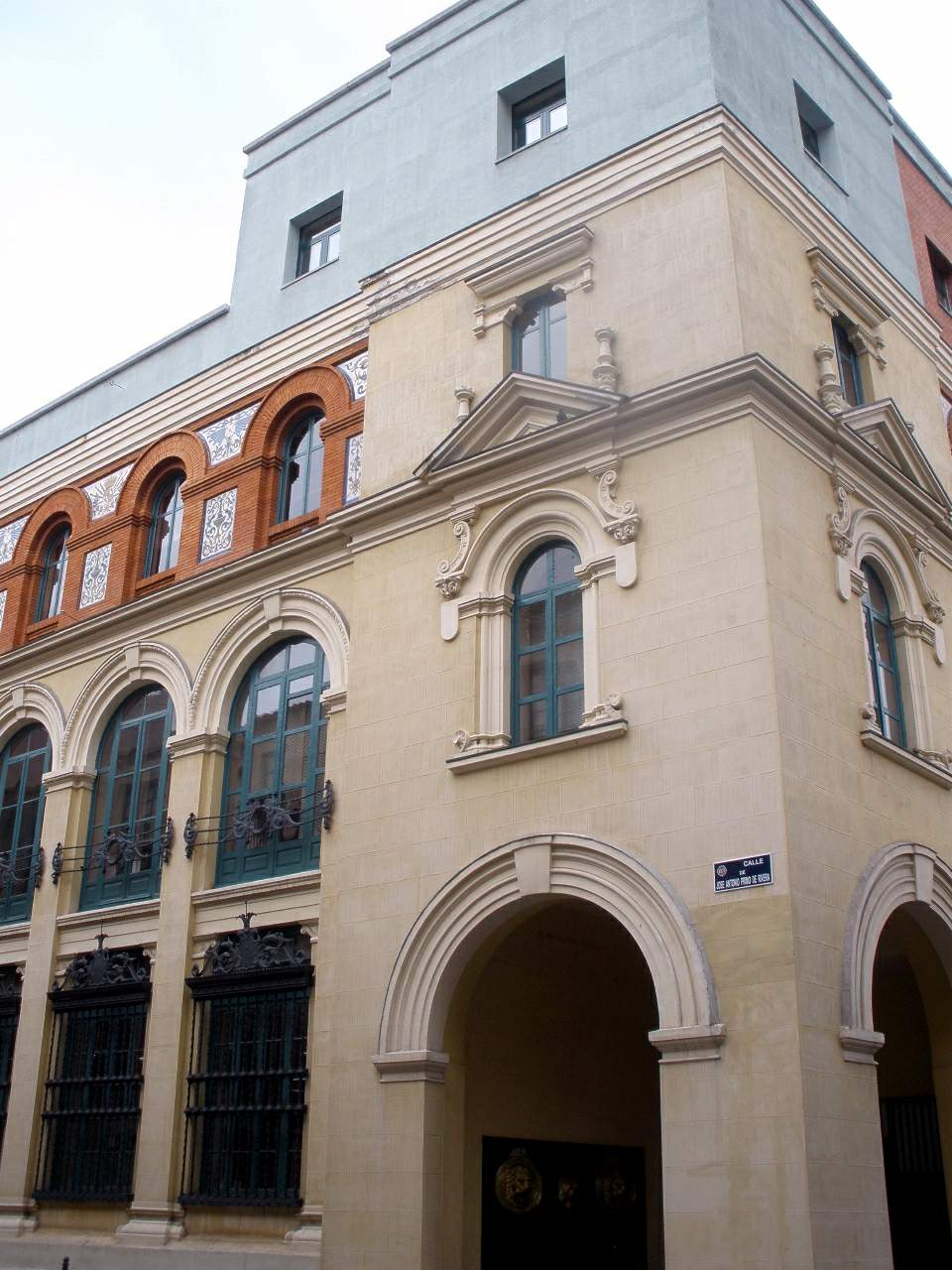
Fachada del edificio.

La aparición de nuevas tecnologías de comunicación, como el telégrafo, exige la construcción en Valladolid de un edificio en una de las zonas más importantes de la ciudad para acogerlas, utilizando para ello un solar existente en el centro de la ciudad.
Jerónimo Arroyo, arquitecto palentino y autor en Valladolid de la Casa del Príncipe, gana el concurso de 1913 para su construcción, firmándose en 1922 el proyecto definitivo. El primer problema que planteó su diseño fue la forma triangular del solar. Para solucionarlo, se recurrió a organizar todo el edificio alrededor de un patio central cubierto como centro de operaciones. Sin embargo, su valor más importante es la composición de las fachadas.
En aquel momento existía en España un importante debate sobre la composición formal que debía adoptar una verdadera arquitectura nacional. El estilo adoptado fue aquí lo que se llamó estilo neorrenacimiento español, inspirado en la arquitectura plateresca, renacentista y barroca española. El alzado se organiza a través de grandes arquerías que abarcan dos pisos (de resonancias beaux-artianas francesas) y un tercer nivel de ventanas de medio punto ejecutadas en ladrillo, rememorando la tradición mudéjar. Se coronaba originalmente con una balaustrada cuyo diseño estaba tomado del Renacimiento, introduciendo escudos de Valladolid. La entrada, en una esquina, estaba marcada por una gran torre que recuerda lejanamente a la realizada en el Palacio de Comunicaciones de Madrid. Todo el alzado de este edificio de Correos de Valladolid está valorado y adornado a través de las obras artesanales realizadas por los distintos oficios, tales como las rejas de inspiración renacentista, los azulejos con temas decorativos del siglo XVI y los estucados con molduras y elementos arquitectónicos tomados de los estilos plateresco y renacentista. 
Cuando se construyó, la prensa local alabó el acierto a la hora de combinar el ladrillo con la piedra, además de las rejerías y vidrieras de las ventanas. 
En los años setenta del siglo XX, sufrió una intervención que modificó la fachada original del edificio, al demolerse la balaustrada de coronación y la torre y ampliándose el edificio entonces con un cuarto piso anodino y realizado sin ninguna consecución plástica, con lo que los alzados han perdido gran parte de su nobleza originales. El edificio, al perder la torre, ha perdido también en gran parte su retórica palaciega.